# ヴランチャ大地震 (1977年)
ヴランチャ大地震（ヴランチャおおじしん、Cutremurul din Vrancea）とは、1977年3月4日午後9時22分ごろ、ルーマニアのヴランチャで発生した地震である。震源地はヴランチャ山脈の北東部であり、深さは「94km」と記録されている。地震は55秒間続き、その衝撃波はバルカン半島全体で感じられた。この地震のマグニチュードは「7.5」と推定されている。
この地震により、1,578人が死亡し、11,321人が負傷した。首都・ブクレシュティだけで1,424人が死亡した。32,897棟の建物が破壊され、34,582世帯が住まいを失った。1978年に発表された世界銀行の報告書によれば、この地震による総損失は20億4800万ドルで、そのうちの70%はブクレシュティで発生した被害で占められていた。
1977年3月4日にヴランチャで発生したこの地震は、1940年11月10日に発生した大地震に次ぐ規模のものとなった。

## 地震発生

### ブクレシュティ

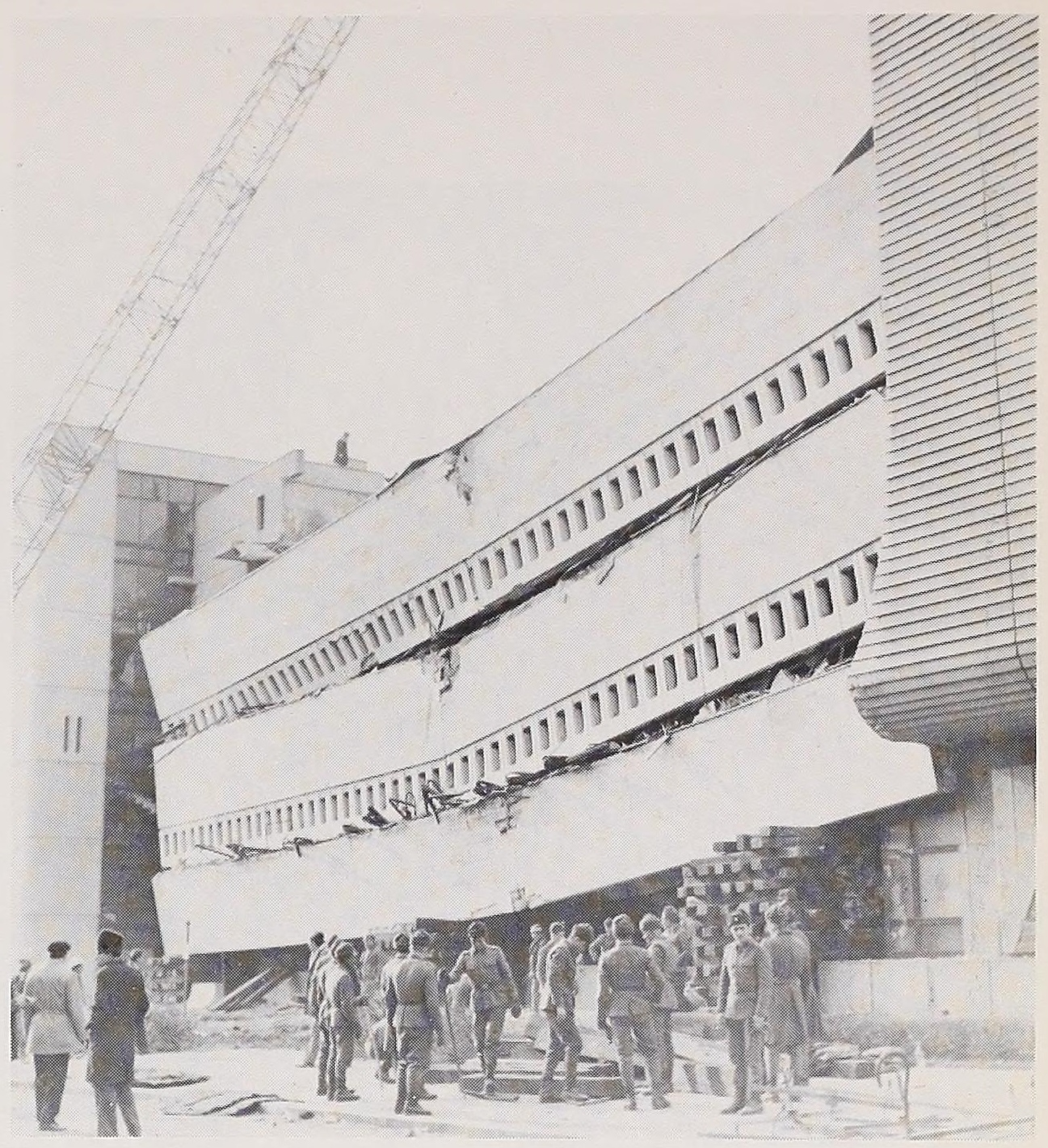
地震の被害を受けた建物の一つ

1977年3月4日の金曜日、午後9時22分ごろ、ルーマニアにおいて地震が発生した。地震は55秒間続き、その衝撃波はバルカン半島全体で感じられた。マグニチュードは「7.5」と推定されている。深さは「94km」で、震源は地球のマントルの上部であり、深さ60km未満の地殻で発生した地殻下地震であった。
この地震により、1,578人が死亡し、11,321人が負傷した。首都・ブクレシュティだけで1,424人が死亡した。32,897棟の建物が破壊され、34,582世帯が住まいを失った。1978年に発表された世界銀行の報告書によれば、この地震による総損失は20億4800万ドルで、そのうちの70%はブクレシュティで発生した被害で占められていた。ルーマニア・レウでは約100億レイであった。763の経済単位が損害を被った。地震の被害がとりわけ大きかったのは首都・ブクレシュティであり、多数の建物が倒壊し、破壊された。倒壊した高層建築物33棟のうちの28棟は、1940年以前に建てられたものであった。
この地震は、セルビア、ブルガリア、ハンガリー、中央ヨーロッパと南ヨーロッパの国々、さらにはロシアにおいても揺れが感じられた。ムンテニアの南、東、北、およびモルダヴィアの南部においては、地滑り、液状化、地盤沈下、水害が発生した。
地震が発生した当時、世界中のすべての地震観測所がこれを受信・検出したが、地震発生後、受信した情報を最初に捕捉・処理・分析したのは、アメリカ合衆国コロラド州ゴールデンにある地震観測所であった。
町中が混乱状態に陥る中、住民は余震の可能性を恐れて街頭に繰り出した。建物が破壊された現場では、臨時の救助団が結成され、医療従事者、軍人、さまざまな職業の者たちが集結した。水道、ガス、電気、通信の復旧作業は3月5日の朝まで続いた。また、9つの病院が閉鎖された。
地震発生から翌日の3月5日、「死者508名、負傷者2,600名」との記録が発表された。
ブクレシュティにおいては、最終的に1,424名が死亡し、7,598名の負傷者を出した。
地震発生後、ズィミチャは廃墟と化した。175戸の家屋が倒壊し、523戸が深刻な被害を受け、4,000人が負傷し、数百人の犠牲者が出た。クラヨーヴァでは、美術館、オルテニア博物館、大学、郡立図書館をはじめ、550を超える建物が深刻な被害を受けた。
消防隊員と軍人による救助団は瓦礫に埋もれた人々を救い出し、その際には赤十字からの支援を受けた。救助活動に志願する者も出た。
瓦礫の下に埋まった人々を救出するため、絶え間ない戦いが続いた。救助訓練を受けた犬を連れた専門家がスイスから派遣された。地震発生から11日が経過してからも発見された生存者がいた。
倒壊した建物のほとんどは、1920年から1940年にかけて建てられたもので、耐震設計が実施されていなかった。
俳優のトーマ・カラジュウ、歌手のドイナ・バーダ、フィロフテヤ・ラカトシュ、映画監督のアレクサンドル・ボーカネッツ、女優のエリーザ・ペトラケスク、詩人のダニエラ・カウラ、詩人で作家のヴェロニカ・ポルンバクといった著名人たちも、この地震で命を落とした。エリーザ・ペトラケスクの遺体は発見されていない。
1977年3月5日午前2時、震源の深さ109kmの余震が発生し、そのマグニチュードはリヒター・スケイル(Richter-Scale)で「4.9」であった。余震は続いたが、マグニチュードは「4.5」を超えることは無かった。
ヴランチャにおいては、1471年、1516年、1590年、1620年、1681年、1738年、1802年、1838年にも地震が発生している。
1738年6月11日、ブクレシュティにて地震が発生した。この地震のマグニチュードは「7.7」と推定されており、宮殿の壁と塔が破壊され、多くの家屋や教会も被害を受けた。地面には「深い亀裂」ができていたという。

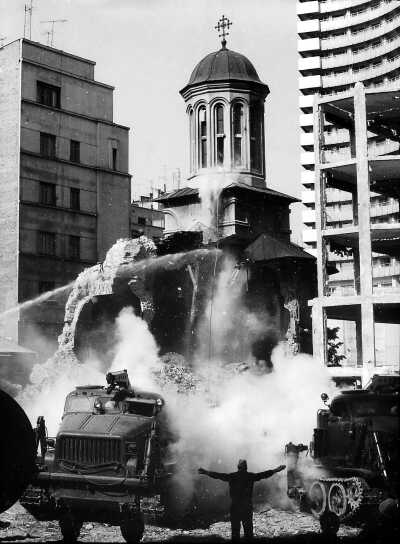
1977年の地震の影響を受け、取り壊されたエネイ教会

| 震度     | 場所                                                             | 震央距離          | 震源距離1           |
| -------- | ---------------------------------------------------------------- | ----------------- | ------------------- |
| V        | ブラショヴ                                                       | 91                | 143                 |
| VI       | ヴルンチョアイア                                                 | 2                 | 110                 |
| VI–VII   | クラヨーヴァ ガラーツィ                                          | 288 112           | 308 157             |
| VII–VIII | アレクサンドリア ブザウ フォクシャニ プロイェシュティ ズィミチャ | 234 80 39 115 268 | 259 136 117 159 290 |
| VII–IX   | ブクレシュティ                                                   | 166               | 199                 |

震源の深さ「110km」に基づく

### ブルガリア
この地震の影響は、隣国・ブルガリアにも波及した。ルーマニアとの国境付近、スヴィシュトフでは大きな集合住宅が3棟倒壊した。犠牲者120人のうち、27人は子供であった。聖トリニティ大聖堂もこの地震による被害を受け、建物の修復作業が完了したのは2004年のことであった。

### モルダヴィア
モルダヴィアにおいては、2,765棟の建物が破壊され、20,763棟の建物が重大な被害を受けた。

## ニコラエ・チャウシェスクによる地震への対応
ルーマニアの指導者、ニコラエ・チャウシェスク(Nicolae Ceaușescu)は、1977年3月4日にナイジェリアを公式訪問中の身であった。ナイジェリアの大統領は、チャウシェスク夫妻のために晩餐会を開いた。乾杯のあと、書記官が部屋に入り、ルーマニアで発生した地震についてチャウシェスクに告げた。主催者の言葉に冷静に反応し、席に着いたチャウシェスクは、通訳を介して「自国で問題が発生し、急遽帰国しなければならない」と内密に伝えた。晩餐会はこの数分後に中止となった。当初、大地震のマグニチュードは「10」と伝えられており、混乱を招くものであった。ブクレシュティでは通信が止まっていた。
チャウシェスクは、ルーマニアとナイジェリアの関係を確立したのち、国内情勢の報告を求め、大統領令として、ルーマニア全土に「非常事態宣言」を布告した。1977年3月5日午前8時15分、オトペニ空港に航空機が着陸し、チャウシェスク率いる代表団を乗せた。
3月5日の夜までに、チャウシェスク率いるルーマニア代表団は帰国した。その後の数日間、チャウシェスクは国内の被害状況を把握し、ブクレシュティに向かい、住民を落ち着かせた。「生存限界」とされている期限を超えても、救助活動を続けるよう厳命した。また、チャウシェスクは、地震の被害を受けた場所を全て訪問し、災害復旧計画にも携わった。アレクサンドリアを訪れたチャウシェスクは、地震で破壊された市の中心部の再建を決意した。チャウシェスクは「同志諸君、市の中心部を取り壊し、もっと美しく、社会主義にふさわしい町を再建する。これに同意するか？」 と住民に尋ねた。その場にいた者たちは声を揃えて、「はい、書記長同志！」と答えた。チャウシェスクは「それならば、みんなで力を合わせ、この困難な仕事と、そこから得られるであろう成果のために団結しようではないか！」と述べた。

## お悔やみの言葉
この地震災害に対し、複数の国の首脳からお悔やみの言葉が届いた。
ニコラエ・チャウシェスク大統領閣下。あなたの国を襲った地震の知らせに対し、私はひどく動揺しております。犠牲となった方々の御遺族の皆様に対し、心からのお悔やみを申し上げるとともに、私の深い悲しみの想いが、どうか伝わりますように。

ヴァレリー・ジスカール・デスタン
親愛なる大統領閣下。昨日、ルーマニアで発生した地震による災害の知らせに対し、私は衝撃を受けております。私の家族も、アメリカ国民も、精神的に打ちのめされ、悲しみに打ちひしがれております。我がアメリカ合衆国は、この痛ましい惨事によって苦しみに晒され、家を失った方々に対し、緊急の支援を実施する準備ができております。

敬具

合衆国大統領、ジミー・カーター
ルーマニア社会主義共和国を襲った激甚な災害…多大な死傷者と破壊をもたらした大地震について、苦しい思いとともに知りました。ソ連共産党中央委員会、ソ連最高会議幹部会、ソ連政府、全ソ連国民より、親愛なる同志の皆様、犠牲者の御遺族、ルーマニア国民全員に対し、心からのお悔やみをお伝えするとともに、一刻も早く、問題が解決されますように。

レオニード・ブレジネフ、ミコラ・ピドホルヌイー、アレクセイ・コスイギン
私は、ルーマニアで起こった地震による被害および悲劇的な人命の喪失について、深い悲しみとともに知りました。私はルーマニア国民の皆様に対し、御遺族へのお悔やみと、同情の気持ちをここにお伝えします。これは人類全体にとって多大な損失です。

イングランド女王、エリザベス二世

## 資料
- 国際地震センターには、この地震に関する文献目録やデータがある。